# Velgast
Velgast ist eine Gemeinde westlich von Stralsund im Landkreis Vorpommern-Rügen. Die Gemeinde wird vom Amt Franzburg-Richtenberg mit Sitz in der Stadt Franzburg verwaltet. Die Gemeinde ist die flächen- und bevölkerungsmäßig größte Gemeinde im Amt.

## Geografie

### Lage
Velgast liegt etwa 25 Kilometer westlich der Hansestadt Stralsund auf einem Geestrücken. Der Fluss Barthe fließt durch den Süden des Gemeindegebietes.

### Ortsteile
| - Altenhagen - Bussin - Hoevet - Lendershagen - Neu Seehagen | - Schuenhagen - Starkow - Velgast - Manschenhagen - Sternhagen |

Die Gemeinde war dann bis 1952 Teil des Landkreises Franzburg-Barth und gehörte danach bis 1994 zum Kreis Stralsund im Bezirk Rostock. Seit 1990 gehört Velgast zum Land Mecklenburg-Vorpommern.

## Geschichte

Pfarrgarten in Starkow

Starkow: Die gotische St.-Jürgen-Kirche wurde ab dem 13. Jahrhundert (bis 1250 Langhaus, um 1300 der Chor) errichtet und um 1820 sowie später saniert.
Velgast wurde 1242 erstmals urkundlich erwähnt. Der Ort gehört damit zu den ältesten in Vorpommern. Er wurde in einer Lehensurkunde vom Rüganer Wizlaw I. als Vilegust erwähnt. 1305 hieß die Gemeinde  Velegost, 1312 Velegast und 1314 erstmals Velgast. Der Ortsname leitet sich vom altslawischen velki gast ab und bedeutet in etwa großer Hain. Velgast war bis 1326 Teil des Fürstentums Rügen und danach des Herzogtums Pommern.
In Velgast befanden sich vermutlich Reste einer wendischen Kultstätte. In Unterlagen des Kirchenarchivs ist von einem „umgestürzten Opferstein“ die Rede. Er war fast 4 Meter lang, 2 Meter breit, ragte ungefähr 1,30 Meter aus der Erde und hatte weitere Steine um sich herum angeordnet. Der Stein wurde im Jahr 1824 gesprengt.

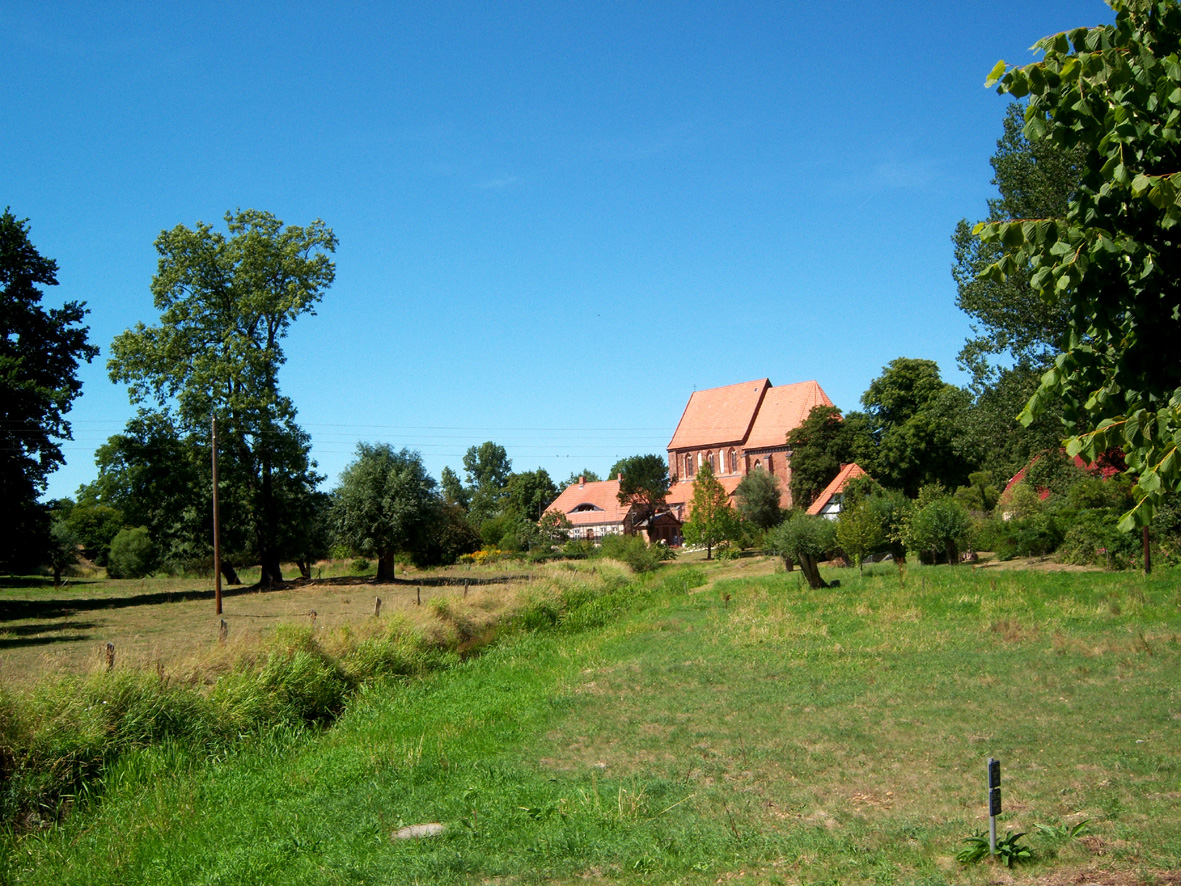
Blick auf Starkow

Mit dem Westfälischen Frieden von 1648 geriet Vorpommern und somit auch Velgast unter schwedische Herrschaft, nachdem der Ort vorher zum Herzogtum Pommern gehörte. 1815 kam die Gemeinde und Vorpommern zur preußischen Provinz Pommern.

## Bevölkerung
| Jahr | Einwohner |
| ---- | --------- |
| 1990 | 2630      |
| 1995 | 2415      |
| 2000 | 2172      |
| 2005 | 2014      |
| 2010 | 1854      |
| 2015 | 1792      |

| Jahr | Einwohner |
| ---- | --------- |
| 2020 | 1702      |
| 2021 | 1700      |
| 2022 | 1697      |
| 2023 | 1677      |

Stand: 31. Dezember des jeweiligen Jahres

## Politik

### Gemeindevertretung
Die Gemeindevertretung von Velgast besteht aus 12 Mitgliedern. Die Kommunalwahl am 9. Juni 2024 führte bei einer Wahlbeteiligung von xxx % zu folgendem Ergebnis:
| Partei / Wählergruppe          | Stimmenanteil 2019 | Sitze 2019 |  | Stimmenanteil 2024 | Sitze 2024 |
| ------------------------------ | ------------------ | ---------- |  | ------------------ | ---------- |
| CDU                            | 39,7 %             | 5          |  | 44,1 %             | 5          |
| Freie Wählergemeinschaft (FWG) | 27,9 %             | 3          |  | 33,8 %             | 4          |
| Gemeinsam Voran (GV)           | 22,5 %             | 3          |  | 15,4 %             | 2          |
| Bündnis Zukunft (BüZ)          | –                  | –          |  | 06,7 %             | 1          |
| Die Linke                      | 05,0 %             | 1          |  | –                  | –          |
| Bündnis 90/Die Grünen          | 03,7 %             | –          |  | –                  | –          |
| Einzelbewerber Stephan Pundt   | 01,2 %             | –          |  | –                  | –          |
| Insgesamt                      | 100 %              | 12         |  | 100 %              | 12         |

### Bürgermeister
- seit 1994: Christian Griwahn (CDU)

Am 26. Mai 2019 wurde Griwahn mit 74,6 % der gültigen Stimmen wiedergewählt. Bei der Bürgermeisterwahl am 9. Juni 2024 wurde er mit 72,4 % der gültigen Stimmen in seinem Amt bestätigt. Seine Amtszeit beträgt fünf Jahre.

### Wappen
Das Wappen wurde am 29. Mai 2006 durch das Innenministerium genehmigt und unter der Nr. 302 in der Wappenrolle des Landes registriert.
Blasonierung: „Schräglinks geteilt; oben in Blau an einer goldenen Pflugschiene 3 goldene Pflugschare balkenweise, unten in Silber ein schräglinks gestelltes grünes Stieleichenblatt.“
Das Wappen wurde vom Velgaster Bernd Tscheuschner gestaltet.

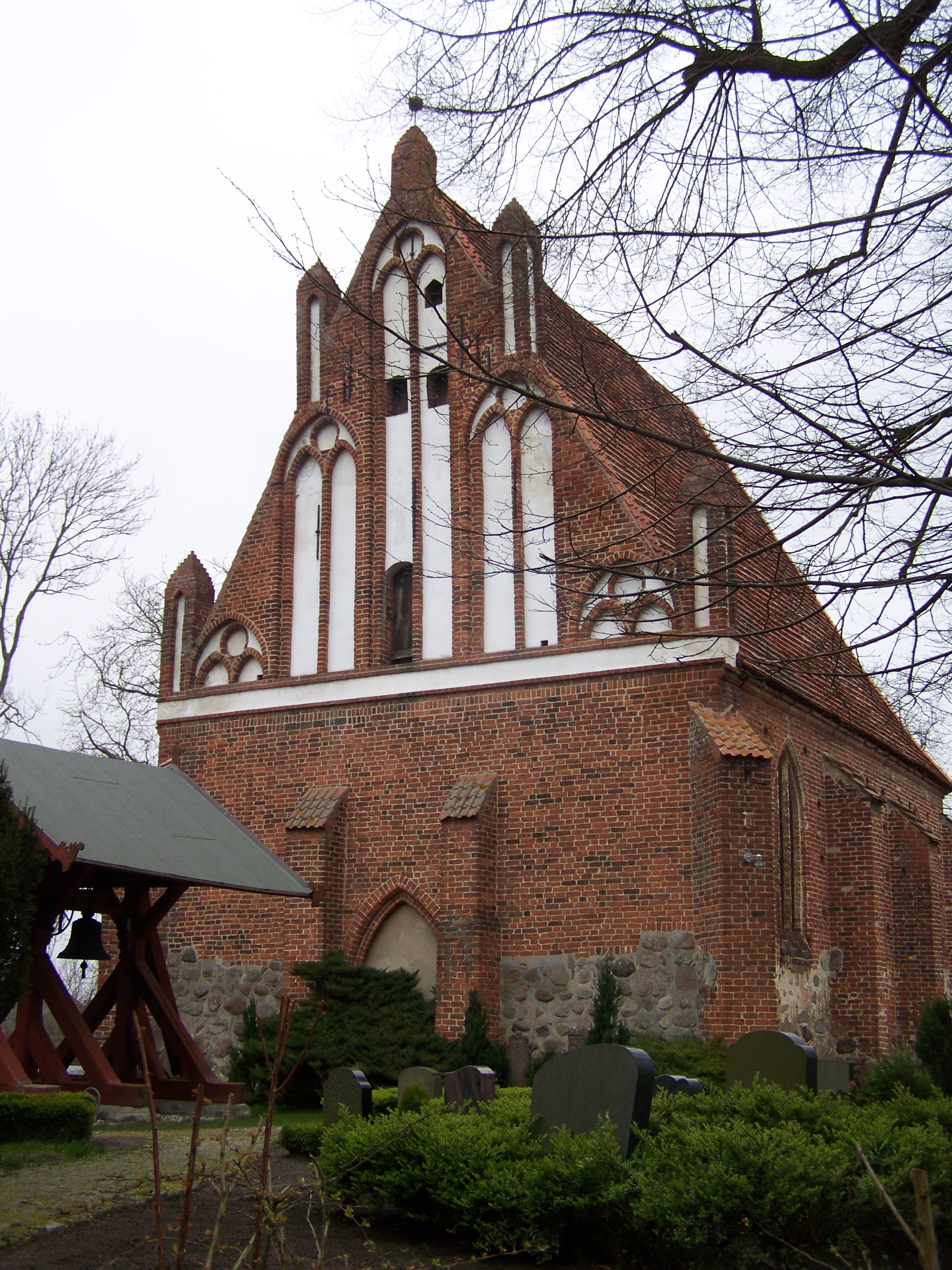
Christuskirche Velgast

## Sehenswürdigkeiten
- Christus-Kirche, gotische Backsteinkirche aus dem 13. Jahrhundert, der Glockenstuhl stammt von 1828
- Backsteinkirche St. Jürgen in Starkow
- Pfarrgarten in Starkow[9]
- Naturlehrpfad im Landschaftsschutzgebiet Barthe

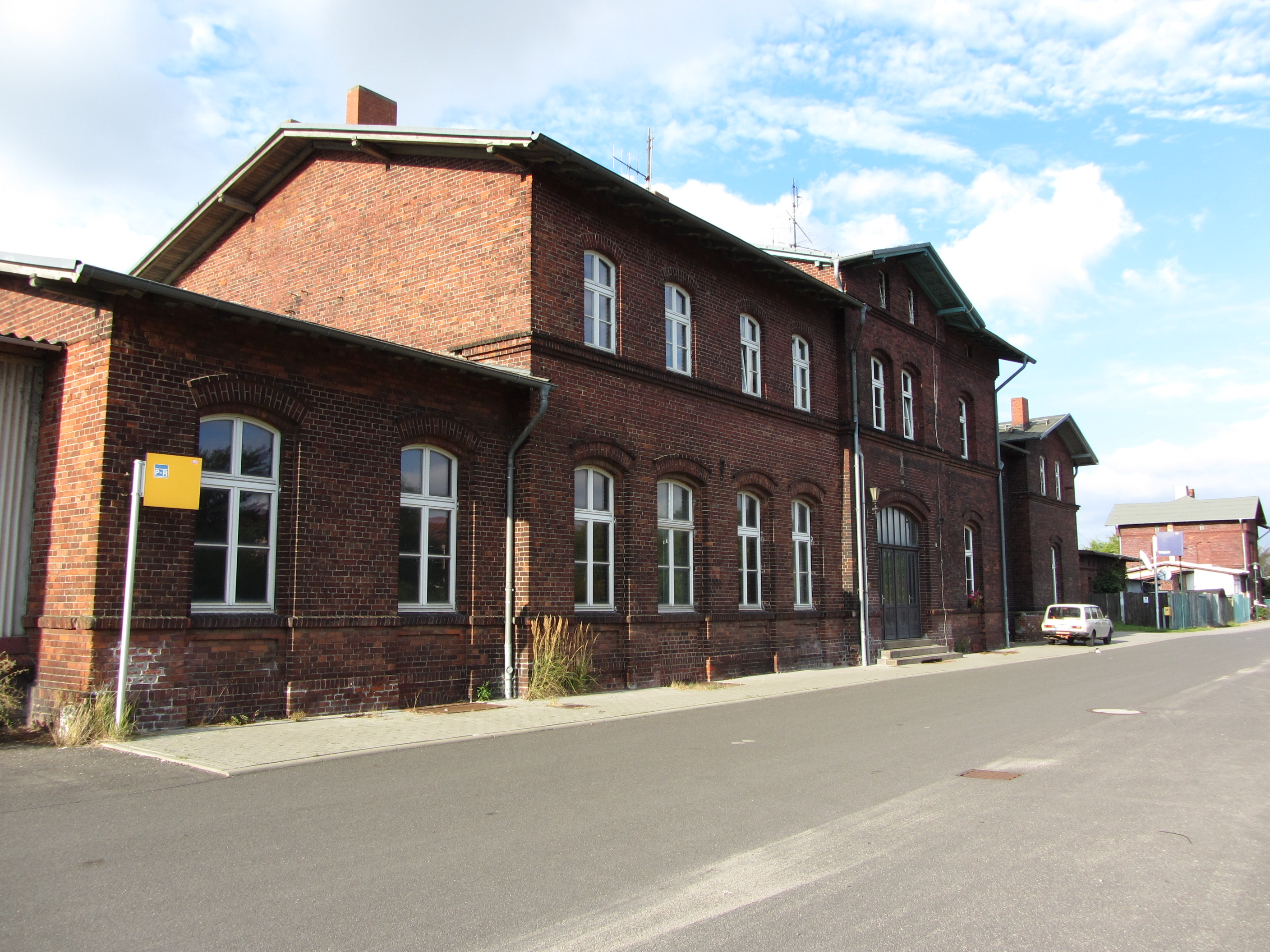
Bahnhof Velgast

- Forstamt Schuenhagen
- Gutshaus in Altenhagen
- Turmhügel Starkow

## Verkehr
Seit 1888 führt die Bahnstrecke Stralsund–Rostock durch die Gemeinde. Der Bahnhof Velgast stammt von 1889. Die Darßbahn ist eine Nebenbahn, die seit 1910 nach Barth führt und bis 1997 nach Prerow.
Neben den Regionalexpress-Zügen Rostock–Sassnitz halten hier auch die Intercity-Züge, die Süddeutschland via Hamburg mit Binz auf Rügen verbinden. Durch die DB Regio Nordost, die auf einem Teilabschnitt der ehemaligen Darßbahn verkehrt, wird Barth angeschlossen. Die Bahnstrecke Velgast–Tribsees/Franzburg, die 1995 eingestellt wurde, begann in der Ortschaft.
Nördlich der Gemeinde verläuft die B 105. 